# تپه شماره ۲ و ۳ شرق بلداجی
تپه شماره ۲ و ۳ شرق بلداجی در استان چهارمحال و بختیاری، شهرستان بروجن، بخش بلداجی، ۳ کیلومتری شرق شهر بلداجی واقع شده و این اثر در تاریخ ۲۴ فروردین ۱۳۸۲ با شمارهٔ ثبت ۸۲۲۸ به‌عنوان یکی از آثار ملی ایران به ثبت رسیده است.